# La conquista del aire
La conquista del Aire es la tercera novela de Belén Gopegui, publicada en 1998. Recibió una buena acogida de crítica y público y en ella se basó la película Las razones de mis amigos dirigida por Gerardo Herrero.
Francisco Umbral la calificó como la mejor de su generación y perfectísima novela.

## Argumento
Carlos Marcea pide dinero a sus dos mejores amigos para sacar adelante su empresa. Una vez concedido el préstamo se desencadena un conflicto en la relación entre todos ellos. Ese conflicto se aborda en una línea reflexiva sobre la juventud y su evolución con el paso de los años. Para reflejar ese conflicto Belén Gopegui emplea una técnica multiperspectivista; así consigue relativizar los pensamientos de los personajes y desarrollar una trama compleja.